# Campo San Polo
Campo San Polo, drugi po veličini trg u Veneciji nakon Trga svetog Marka (Piazza San Marco), koji se nalazi u sestieru San Polo.

## Povijest
Na tom zemljištu su u ranom srednjem vijeku bili usjevi i pašnjaci i crkva 
San Polo osnovana 837. Nakon izgradnje prvih kuća campo je potpuno popločen 1493. a u sredini je postavljena javna fontana. Nakon toga San Polo je postao mjesto za trgovanje, sajmove i velike skupove.
Značenje mu je poraslo u 16. stoljeću kad je tu premješten buvljak s Trga svetog Marka - no značenje mu je bilo daleko manje od Rialta, gdje su dolazili trgovci iz čitavog svijeta.
Na San Polu su firentinski trgovci održali 14. veljače 1497., prvi karneval - koji se kasnije proširio kao običaj po cijelom gradu i postao venecijanska znamenitost.
San Polo je postao mjesto gradske sirotinje, trg na kojem su se odvijale grube igre loptama (palle) i borbe s bikovima, - i gdje su često izbijale tuče. Ta situacija je postala nepodnošljiva gradskim vlastima, te su one 1611., zabranile bilo koju vrst igara i prodaju robe na campu. Sve to svjedoči ploča sačuvana unutar crkve San Polo.
Na trgu je 1548. ubijen firentinski intelektualac Lorenzino de' Medici, koga su izboli noževima dva plaćenika u službi Cosima de' Medicija.
Danas se Campo San Polo koristi kao pozornica za vrijeme Venecijanskog filmskog festivala i kao promenada za Venecijanskog karnevala.

## Znamenitosti San Pola
Trg je okružen brojnim palačama, poput najstarije gotičke Palazzo Soranzo podignute na prijelazu iz 14. u 15. stoljeće, Palazzo Balbi, Palazzo Donà, Palazzo Maffetti (danas Tiepolo), Palazzo Corner Mocenigo, Palazzo Garzoni ... sve do najnovije gradnje na sjevernoj strani klasicističke Tipografie Tasso podignute 1840. Na trgu se nalazi i crkva San Polo po kojoj je trg dobio ime, koja je potpuno obnovljena u 19.  stoljeću.

## Vanjske poveznice
- Campo San Polo  Arhivirana inačica izvorne stranice od 15. veljače 2021. (Wayback Machine) (tal.)
- Campo San Polo in Venice (engl.)